# Baron Teviot
Baron Teviot, of Burghclere in the County of Southampton, ist ein erblicher britischer Adelstitel in der Peerage of the United Kingdom.

## Verleihung
Der Titel wurde am 27. Juni 1940 dem national-liberalen Politiker Charles Kerr verliehen, anlässlich seines Ausscheidens aus dem Amt des Comptroller of the Household.
Heutiger Titelinhaber ist seit 1968 dessen gleichnamiger Sohn als 2. Baron.

## Liste der Barone Teviot (1940)
- Charles Kerr, 1. Baron Teviot (1874–1968)
- Charles Kerr, 2. Baron Teviot (* 1934)

Titelerbe (Heir Apparent) ist der Sohn des aktuellen Titelinhabers, Hon. Charles Kerr (* 1971).